# Понциани, Антонелла
Антонелла Понциани (итал. Antonella Ponziani; род. 29 февраля 1964, Рим, Италия) — итальянская актриса. Наиболее известна по главной женской роли в фильме Федерико Феллини «Интервью» (1987). Помимо Феллини, работала также с такими режиссёрами, как Сальваторе Сампери, Паоло Вирдзи и Руджеро Деодато.

## Карьера
В 1988 году сыграла роль Глории, дочери полицейского в исполнении Дональда Плезенса, в триллере Руджеро Деодато «Призрак смерти». В 1992 году получила премии «Серебряная лента» за лучшую женскую роль и «Давид ди Донателло» в той же категории, за участие в фильме «На юг».
В 1999 году дебютировала как режиссёр и сценаристка в комедийном фильме «L'ultimo Mundial», в котором также и снялась.